# Vittorino Girardi Stellin
Vittorino Girardi MCCJ (Lendinara, província de Rovigo, Itália, 24 de março de 1938) é um clérigo religioso italiano e bispo católico romano emérito de Tilarán-Libéria.
Vittorino Girardi entrou para os Combonianos, emitiu a profissão a 9 de setembro de 1962 e foi ordenado sacerdote a 30 de março de 1963 na Basílica de Latrão.
O Papa João Paulo II o nomeou Bispo de Tilarán em 13 de julho de 2002. o arcebispo Antonio Sozzo, núncio apostólico na Costa Rica, concedeu sua consagração episcopal em 21 de setembro do mesmo ano; Co-consagrantes foram Román Arrieta Villalobos, Arcebispo de San José da Costa Rica, e Héctor Morera Vega, Bispo Emérito de Tilarán.
Em 6 de fevereiro de 2016, o Papa Francisco aceitou sua aposentadoria por motivos de idade.